# Anouar Jayed
Anouar Jayed, né le 10 décembre 1990 à Khémisset, est un footballeur marocain évoluant au poste de latéral droit au DH El Jadida.